# Henri Callot
Eugène Henri Callot (ur. 18 grudnia 1875 w La Rochelle, zm. 22 grudnia 1956 w Paryżu) – francuski szermierz, srebrny medalista olimpijski.
Na igrzyskach olimpijskich w Atenach w 1896 wystąpił w turnieju floretowym. Był niepokonany w swojej grupie eliminacyjnej. W finale zmierzył się z rodakiem, Eugène-Henri Gravelottem, który również przeszedł swą grupę eliminacyjną bez porażki. Callot przegrał 2-3 i zajął drugie miejsce.
Brał udział w I wojnie światowej, został odznaczony Legią Honorową (Kawaler) i Krzyżem Wojennym.